# Memmo di Filippuccio

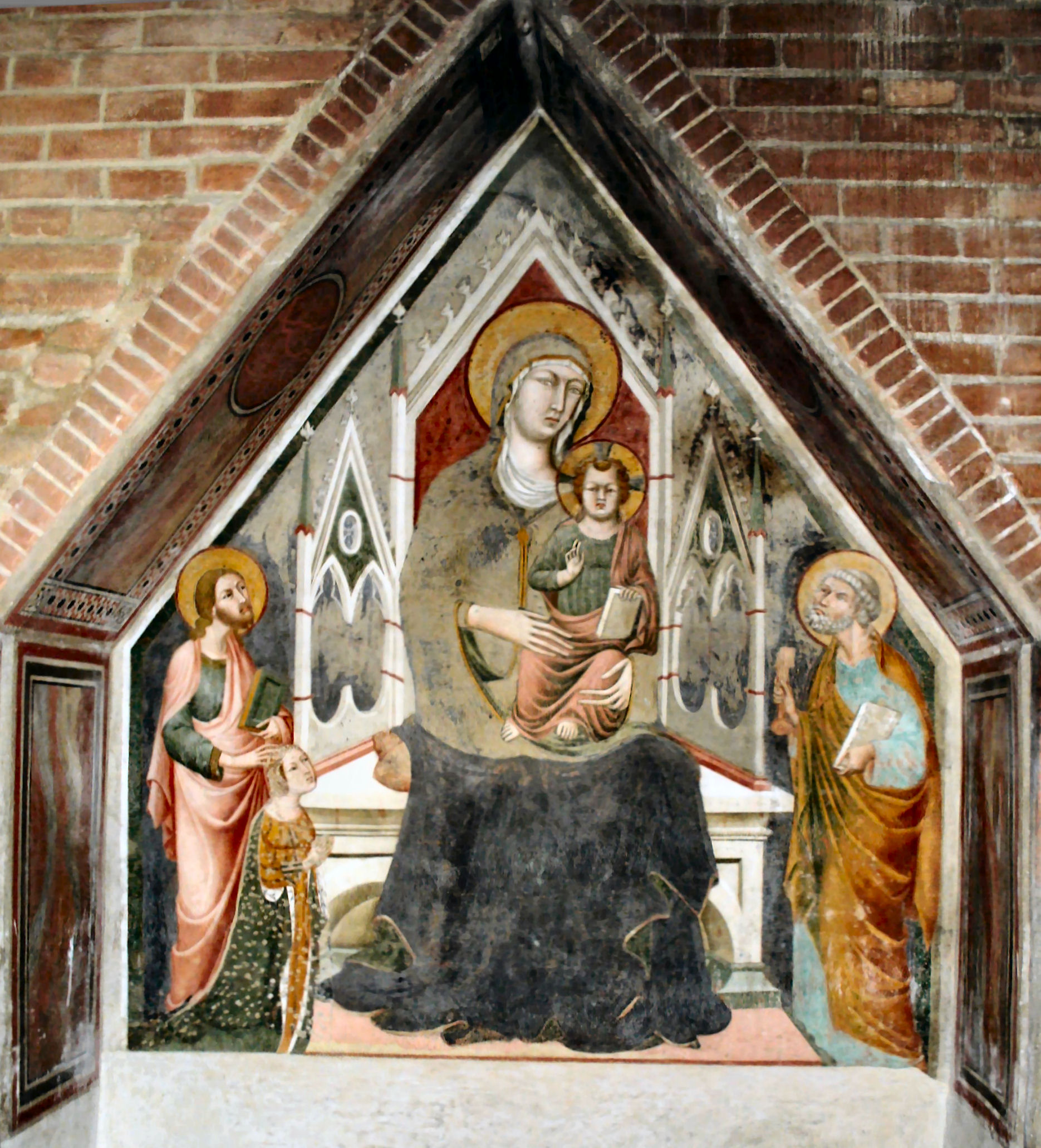
Fresco van Memmo in Certaldo

Memmo di Filippuccio (Siena, ca. 1250 – Siena(?) ca. 1325) was een Italiaans schilder van het einde van het duecento en het begin van het trecento (13e tot 14e eeuw).

## Biografie
Memmo wordt in Siena geboren als de zoon van de goudsmid Filippucio. Het eerste document waarin Memmo vermeld wordt is van 1288 en het betreft een boete die hij samen met zijn broer moest betalen. Hij moet toen al meerderjarig zijn geweest hetgeen een geboortedatum zou opleveren in het begin van de jaren 60 van het duecento. Uit 1294 vinden we een tweede document en het is in deze periode dat Memmo zich had gevestigd in San Gimignano. Het is daar dat hij de meeste bekendheid zal verwerven.
Naast zijn opleiding in Siena, misschien bij Duccio di Buoninsegna heeft hij waarschijnlijk ook gewerkt onder Giotto bij de decoratie van de bovenkerk in de Basiliek van Sint Franciscus in Assisi. Hij zou daar onder meer hebben meegewerkt aan de cyclus over het leven van Sint Franciscus. Dit wordt, hoewel er geen directe bewijzen zijn, algemeen aanvaard op de referenties naar die stijl die een constante zullen vormen in het werk van Memmo.
Na een kort oponthoud in Pisa vinden we hem tussen 1303 en 1313 terug in San Gimignano. Uit documenten blijkt dat hij er verbleef met zijn ganse familie en dat hij een vast salaris kreeg van de stad.
Zijn zonen Lippo en Federigo werden door hun vader opgeleid tot schilder en zijn dochter Giovanna trouwde met de schilder Simone Martini. Simone en Martini werkten vaak samen in de San Gimignano periode en kunsthistorici hebben dikwijls moeite met de toewijzingen aan beide artiesten
In de periode na 1317 vinden we geen sporen meer van Memmo in de archieven van San Gimignano. Waarschijnlijk is hij teruggekeerd naar Siena waar er van 1324 een akte is over de verkoop van een huis door Memmo aan Simone Martini. Het exacte jaartal van overlijden is niet te preciseren maar het is waarschijnlijk 1324 of kort daarna omdat er vanaf die datum geen documenten met betrekking op Memmo zijn teruggevonden.

## Werken

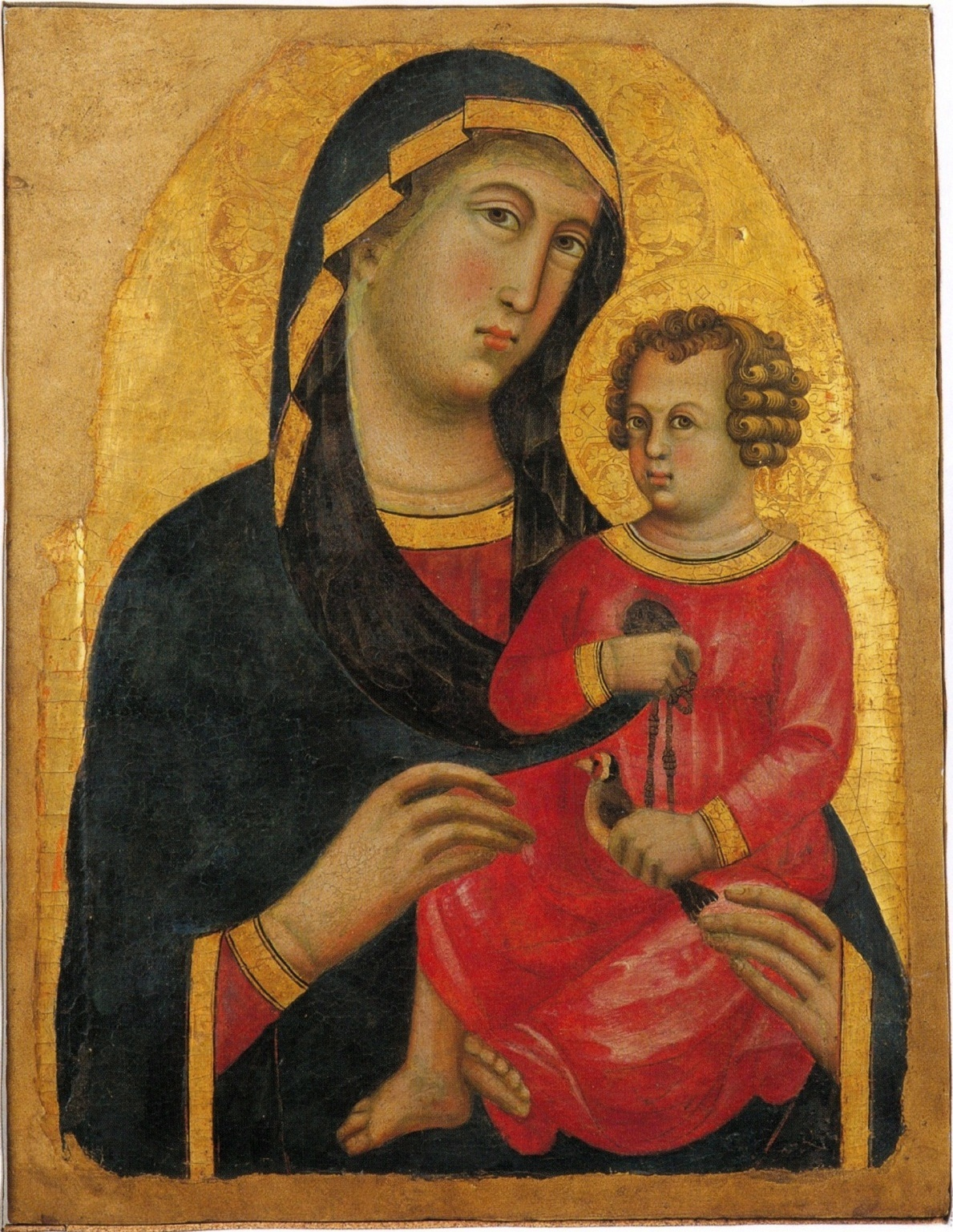
Memmo di Filippuccio, Madonna met kind, Museo nazionale di San Matteo

Tussen 1303 en 1313 was hij dus actief in San Gimignano. Hij maakte fresco’s op de binnenmuur in het portaal van de Collegiale kerk van San Gimignano, in the Sint Pieterskerk (Chiesa di San Pietro in Forlìano) vinden we van hem een annunciatie, een Madonna gezeten op een troon met Sint Catharina van Alexandrië en Maria Magdalena en een aanbidding der wijzen. Volgens Previtali zou hij ook de auteur zijn van de fresco’s die de rechtspraak door Karel I van Anjou voorstellen in het Palazzo del Poppulo in de Sala dell’Udienza. De Sint Jacobskerk (Chiesa di San Jacopo al Tempio) heeft een Madonna met kind met de heiligen Jakobus de Meerdere en Johannes de evangelist en in de toren van het Palazzo Pubblico vinden we van hem een fresco cyclus met profane thema’s, zijn fameuze erotische fresco’s. In de kerk van Sint Jacobus en Filippus (Chiesa dei Santi Jacopo e Filippo) in Certaldo schilderde hij een Madonna met kind en Sint Jacob en de opdrachtgeefster links en Sint Pieter rechts.
Op paneel zijn de volgende werken van Memmo teruggevonden: een Madonna met kind in het Museum San Matteo in Pisa, een retabel uit het klooster van Santa Chiara nu bewaard in het Palazzo Comunale in San Gimignano en een veelluik Madonna met heiligen in het bisschoppelijk paleis van Oristano. In de sacristie van het klooster van San Lucchese in Poggibonsi zijn er op de kroonlijst van een buffetmeubel 17 heiligen afgebeeld. Dit werk wordt ook toegeschreven aan Memmo.
Documenten uit 1303 en 1305 bevestigen dat Memmo zich bezighield met de verluchting van handschriften voor de podesta. Hoewel die werken niet bewaard zijn liet dit toch toe aan de kunsthistorici om de activiteit van Memmo als miniaturist vast te leggen. Latere kritiek op deze toewijzingen op stilistische gronden voerde een aantal toegewezen werken af, waaronder een aantal beroemde koorboeken van de duomo van Siena, maar niettemin blijven er nog een aantal manuscripten toegewezen aan Memmo.
- Gemeinsame Normdatei: 165899531
- International Standard Name Identifier: 0000 0000 3145 0216
- Library of Congress Control Number: n95094493
- Union List of Artist Names: 500030914
- Virtual International Authority File: 50940245
- WorldCat: E39PBJjmPTW7vWbFFDrfyy8t8C